# 群馬県道70号大間々上白井線
群馬県道70号大間々上白井線（ぐんまけんどう 70ごう おおままかみしろいせん）は、群馬県みどり市から渋川市に至る県道（主要地方道）である。

## 概要
みどり市大間々地区（旧大間々町）から桐生市黒保根地区（旧黒保根村）や赤城山（前橋市富士見地区（旧富士見村））を経由し、渋川市子持地区（旧子持村）までを結ぶ路線である。旧称は大間々子持線である。
車両通行不可の区間が、桐生市黒保根町下田沢 - 前橋市富士見町赤城山間と、前橋市富士見町赤城山 - 渋川市赤城町溝呂木間の2か所に存在する。

### 路線データ
- 起点 : 群馬県みどり市大間々町大間々字町西888番の2地先（大間々町6丁目交差点＝国道122号・群馬県道69号大間々世良田線・群馬県道73号伊勢崎大間々線交点）[1]
- 終点 : 群馬県渋川市上白井字津野2684番の14地先（伊熊交差点＝国道17号交点）[1]
- 重要な経過地：勢多郡赤城村[注釈 1]、同郡黒保根村[注釈 2]
- 総延長 : 43.5213 km[2]
  - 実延長 : 26.3757 km[2]
    - 自動車通行不能区間の延長 : 8.0579 km[2]

  - 重用延長 : 16.1456 km[2]
  - 未供用延長 : 1.0000 km[2]

## 歴史
現在の本県道は、1993年に国道353号が渋川から桐生まで延長指定された際、「県道渋川大間々線」と「県道大間々宮城子持線」の残った区間をまとめて指定したものである。
現道の大部分は以前は「県道渋川大間々線」であった。この県道は渋川市（当時）の国道17号を起点とし、溝呂木・赤城山・下田沢を経由して大間々まで通じる経路であった。赤城山に通じる経路は渋川・桐生方面共に当時から未開通であった。現在はこのうち渋川 - 溝呂木が国道353号に指定された。
現在の溝呂木 - 終点にあたる区間の大部分はかつて県道津久田停車場前橋線の経路だった。1976年に大間々 - 三夜沢 - 山口 - 溝呂木 - 上白井間が「大間々宮城子持線」に指定され、津久田停車場前橋線の津久田 - 持柏木間は1984年に現在の経路に変更された。大間々宮城子持線は溝呂木 - 上白井間を残して国道353号に指定された。

### 年表
- 1959年（昭和34年）9月18日：群馬県より、前々身にあたる県道渋川赤城線（渋川市新町 - 勢多郡富士見村大字赤城山、整理番号3）・県道赤城下田沢線（勢多郡富士見村大字赤城山 - 県道沼田大間々線交点〈勢多郡黒保根村大字下田沢〉、整理番号73）・県道敷島停車場白郷井線（勢多郡赤城村 敷島停車場 - 一級国道17号線交点〈北群馬郡白郷井村〉、整理番号78）が路線認定される[3]。
  - 同時に、その前身路線にあたる旧・県道渋川赤城線（渋川市 - 勢多郡富士見村大字赤城山、整理番号47）、旧・敷島停車場白郷井線（勢多郡赤城村 敷島停車場 - 北群馬郡白郷井村、整理番号50）が路線廃止される[4]。
- 1966年（昭和41年）2月8日：群馬県より、前身にあたる県道渋川大間々線（渋川市 - 勢多郡赤城村 - 黒保根村 - 山田郡大間々町、整理番号31）が県道路線認定される[5]。 
  - 同時に、前々身にあたる、渋川赤城線（渋川市新町 - 勢多郡富士見村大字赤城山、整理番号1）と、赤城下田沢線（勢多郡富士見村大字赤城山 - 同郡黒保根村大字下田沢、整理番号2）が県道路線廃止[6] 。
- 1976年（昭和51年）4月1日：山口板橋大間々線（富士見村山口 - 新里村板橋 - 大間々）、津久田停車場前橋線（赤城村津久田 - 富士見村山口）、敷島停車場白郷井線（赤城村津久田 - 子持村上白井）および赤城村道の一部が県道大間々宮城子持線として指定される。山口板橋大間々線と敷島停車場白郷井線の名称が廃止される。
- 1984年（昭和59年）11月9日：津久田停車場前橋線の津久田 - 持柏木間が現在の経路に変更され、大間々宮城子持線の同区間の重複がなくなる。持柏木 - 山口間は引き続き同県道と重複する。
- 1985年（昭和60年）10月2日：関越自動車道の全線開通により、大間々宮城子持線に赤城ICが設置される。
- 1993年（平成5年）4月1日：群馬県より、県道大間々子持線（山田郡大間々町 - 勢多郡赤城村 - 黒保根村 - 北群馬郡子持村、整理番号69）として路線認定される[7]。
  - 渋川大間々線の渋川 - 溝呂木間、大間々宮城子持線の大間々 - 溝呂木間が国道353号に指定される。前者の溝呂木 - 赤城山 - 下田沢 - 大間々と後者の溝呂木 - 上白井がまとめられ「大間々子持線」として再編される。
- 1993年（平成5年）5月11日：建設省から、県道大間々宮城子持線の一部・県道渋川大間々線の一部が大間々子持線として主要地方道に指定される[8]。
- 2006年（平成18年）2月20日：路線名が大間々上白井線に変更される[9]。

## 路線状況

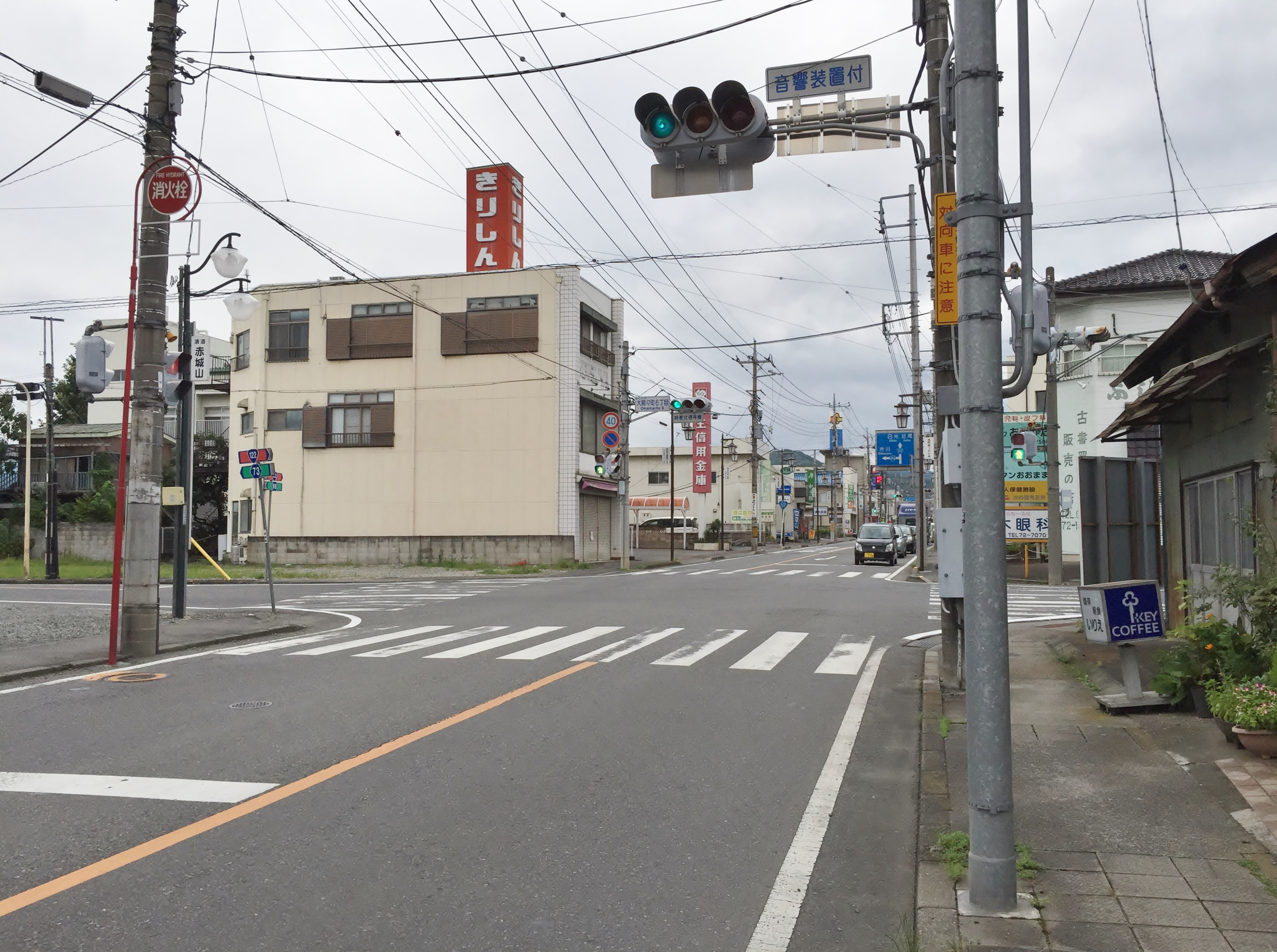
みどり市・大間々町6丁目交差点
（起点、2015年8月）
県道62号・73号の終点かつ県道69号の起点でもある。
↑方向（奥）が国道122号・国道353号
・県道62号・県道70号、→方向が国道122号・国道353号、↓方向（手前）が県道69号、←方向が県道73号である。

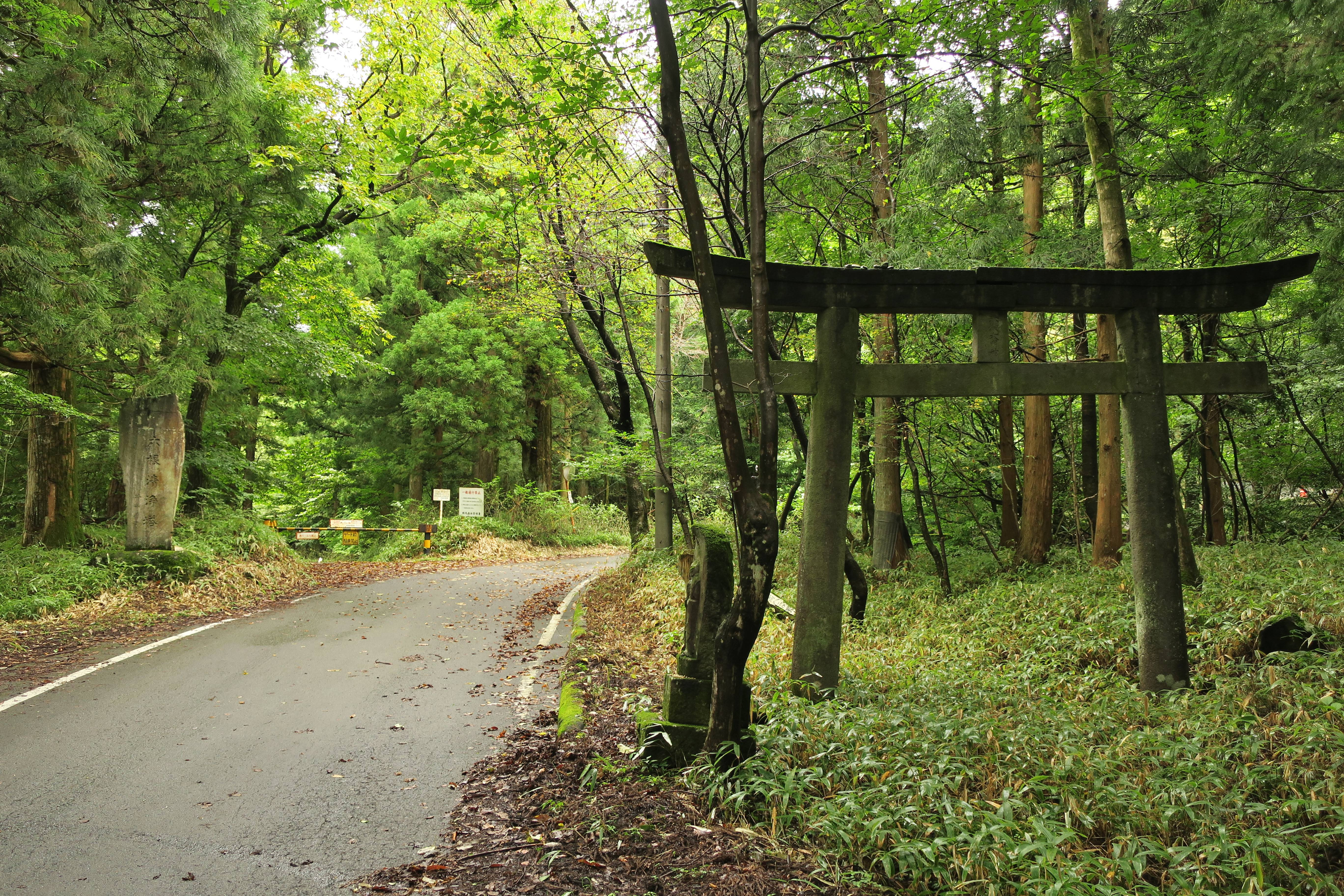
赤城神社二の鳥居（桐生市黒保根町下田沢）

起点 - 国道122号重複区間 - 桐生市黒保根町下田沢
起点の大間々町6丁目交差点から黒保根町下田沢までは、わたらせ渓谷鐵道とほぼ並行して走る。また国道122号や群馬県道62号沼田大間々線と重複しているため、実質的には黒保根町下田沢が起点の扱いとなる。しかし、その先の赤城山の大沼周辺までは通じておらず、車両通行不可となっている。
赤城山周辺（前橋市富士見町赤城山）
赤城山にある大沼の南側を通過する。桐生方面と渋川方面はどちらも車両通行不可である。さらに本県道と交差する群馬県道157号赤城山敷島停車場線も渋川方面が車両通行不可であるため、桐生方面へは群馬県道16号大胡赤城線、渋川方面へは群馬県道4号前橋赤城線を経由しないとアクセスできない。
なお本県道は「群馬県道16号大胡赤城線との交点」から「車両通行不可の区間（至渋川）との交点」にかけて、群馬県道4号前橋赤城線と重複している。
渋川市赤城町南赤城山 - 赤城IC
渋川方面からの登山道も赤城町南赤城山で行き止まりとなっている。本県道で実際に幹線道路として機能しているのは溝呂木交差点からである。元々は沼田街道の宿場通りであったため、接続する国道353号から沼田方面にアクセスする車が多い。旧勢多郡地域から赤城ICにアクセスする道路としても使われている。
ちなみに、本県道の溝呂木 - 終点の区間と、接続する国道353号の大間々 - 溝呂木間は、国道に指定される以前は「大間々宮城子持線」という名称だった。現在こちらが事実上「大間々上白井線」としての機能を果たしている。
赤城IC - 終点
この区間は関越自動車道の全線開通以降、国道17号から赤城ICに接続する道路として使われている。関越道の開通後、バイパス・拡張工事により道路が大幅に改良された。終点を除いて交差点に右折レーンが設けられ、歩道、登坂車線も新設された。また、赤城町津久田と上白井を結ぶ敷島橋は橋げたが高いため、大雨による利根川の増水で宮田橋（宮田吹屋線）と大正橋（国道353号）が閉鎖された場合の迂回路にもなっている。

### 通称
- 東国文化歴史街道（起点 - 桐生市黒保根町下田沢・下田沢交差点）
- 上毛三山パノラマ街道（前橋市富士見町赤城山）

### 重複区間
- 国道353号（起点 - みどり市大間々町大間々・大間々町6丁目中交差点）
- 国道122号（起点 - 桐生市黒保根町下田沢・下田沢交差点）
- 群馬県道62号沼田大間々線（起点 - 桐生市黒保根町下田沢）
- 群馬県道335号梨木上神梅停車場線（みどり市大間々町上神梅 - 桐生市黒保根町宿廻・宿廻交差点）
- 群馬県道4号前橋赤城線（前橋市富士見町赤城山）

### 道路施設

#### 道の駅
- 道の駅くろほね・やまびこ（桐生市黒保根町下田沢）

#### トンネル
- 城下トンネル（桐生市黒保根町宿廻 - 黒保根町下田沢）

### 橋梁
- 深沢橋（深沢川、みどり市大間々町上神梅 - 桐生市黒保根町宿廻）
- 城下橋（川口川、桐生市黒保根町宿廻）
- 南雲橋（南雲川、桐生市黒保根町下田沢）
- 栗の木橋（栗の木川、渋川市赤城町津久田）
- 敷島橋（利根川、渋川市赤城町津久田 - 上白井）

## 地理

### 通過する自治体
- みどり市
- 桐生市
- 前橋市
- 渋川市

### 交差する道路
- 国道122号（国道353号 重複）・群馬県道69号大間々世良田線（群馬県道78号太田大間々線 重複）・群馬県道73号伊勢崎大間々線（終点、群馬県道62号沼田大間々線 終点）
- 国道353号（みどり市大間々町大間々・大間々町6丁目中交差点）
- 群馬県道348号大間々停車場線（みどり市大間々町大間々・大間々駅入口交差点）
- 群馬県道338号駒形大間々線（みどり市大間々町大間々・大間々3丁目交差点）
- 群馬県道257号根利八木原大間々線（みどり市大間々町桐原・上桐原交差点）
- 群馬県道333号上神梅大胡線（みどり市大間々町上神梅）
- 群馬県道335号梨木上神梅停車場線（みどり市大間々町上神梅）
- 群馬県道335号梨木上神梅停車場線（桐生市黒保根町宿廻・宿廻交差点）
- 国道122号（桐生市黒保根町下田沢・下田沢交差点）
- 群馬県道62号沼田大間々線（桐生市黒保根町下田沢）
（車両通行不可）
- 群馬県道4号前橋赤城線・群馬県道16号大胡赤城線（前橋市富士見町赤城山）
- 群馬県道251号沼田赤城線（前橋市富士見町赤城山）
- 群馬県道157号赤城山敷島停車場線（前橋市富士見町赤城山）
- 群馬県道4号前橋赤城線（前橋市富士見町赤城山）
（車両通行不可）
- 国道353号（渋川市赤城町溝呂木・溝呂木交差点）
- 関越自動車道（渋川市赤城町津久田・赤城IC）
- 群馬県道151号津久田停車場前橋線、群馬県道157号赤城山敷島停車場線（渋川市赤城町津久田・津久田交差点）
- 群馬県道255号下久屋渋川線（渋川市赤城町津久田・西原交差点）
- 国道17号（国道291号 重複）（終点）

### 沿線にある施設など
- 群馬県立大間々高等学校（みどり市大間々町桐原）
- 大間々駅（わたらせ渓谷鐵道）（みどり市大間々町大間々）
- みどり市大間々博物館（コノドント館）（みどり市大間々町大間々）
- みどり市立大間々北小学校（みどり市大間々町桐原）
- 桐生警察署大間々分庁舎（みどり市大間々町桐原）
- 上神梅駅（わたらせ渓谷鐵道）（みどり市大間々町上神梅）
- 本宿駅（わたらせ渓谷鐵道）（桐生市黒保根町宿廻）
- 黒保根浄水場
- 桐生市利平茶屋森林公園（桐生市黒保根町下田沢）
- （車両通行不可）
- 覚満淵（前橋市富士見町赤城山）
- 赤城山第3スキー場（前橋市富士見町赤城山）
- 大沼（前橋市富士見町赤城山）
- 赤城白樺牧場（前橋市富士見町赤城山）
- （車両通行不可）
- 渋川市赤城総合運動自然公園（渋川市赤城町北上野/赤城町津久田）
- 渋川市立津久田小学校（渋川市赤城町津久田）